# 福本勲
福本 勲（ふくもと いさお、1965年7月7日 -）は、、日本の実業家。エバンジェリスト(テクノロジー・エバンジェリスト)、マネジメントコンサルタント、中小企業診断士、合同会社アルファコンパス　代表CEO 。東京都杉並区出身。製造業DXや欧米の動きなどに関する、著書やメディア記事などの執筆、講演、取材記事なども多く、その中で、継続的に製造業の変革の必要性を訴求し続けている。

## 来歴・人物
- 1984年、私立 桐朋高等学校を卒業 　同期には、ニッポン放送の元ラジオディレクター、プロデューサー、社員、ジャズミュージシャン、作曲家の節丸雅矛、　カシオ計算機の樫尾和宏などがいる
- 1990年、早稲田大学大学院理工学研究科　機械工学専攻　修士課程　修了
- 1990年～、株式会社東芝　入社、SCM・ERP・CRM・インダストリアルIoTなどのソリューション事業の立ち上げに関わり、自社製ソリューションの商品企画・立ち上げや、上流のコンサルティング、システム導入、運用や成果創出まで、大型プロジェクトのプロジェクトマネジメントなどに従事する 例えば、CRMソリューション事業においては、製品寿命が長い製品を扱う製造業のお客様の顧客マーケティング情報の管理やアフターサービスマーケットの革新などに関わる[2]
- 2018年頃より、BtoBマーケティングにも従事するとともに、デジタル領域のチーフエバンジェリストを務める
- それに先駆け、2010年代より製造業のデジタル化やDX(デジタルトランスフォーメーション)に関する講演・執筆・寄稿・企業支援などを継続的に行い、その中で、日本の製造業の要である「匠の技」継承問題をデジタルで解決するすることの必要性[2]　や既存ビジネスの効率化に留まらない本質的なDXの取組みの必要性などを訴え続け[3]　るとともに、DX、カーボンニュートラルやサーキュラーエコノミーなどの取組みの最新動向や法制化の動向などを紹介、また、ハノーファー・メッセを毎年視察し、EU/ドイツにおける技術戦略や最新事例などについて国内に数多くのフィードバックを行う[4][5][6][7]
- 2004年、中小企業診断士（東京都中小企業診断士協会　　「デジタル経営研究会」[8]　副会長）
- 2015年、IVI (Industrial Value Chain Initiative)[9]に参加、ビジネス連携委員、教材開発普及委員長、教育普及副委員長、エバンジェリストなどを務める
- 2019年、オウンドメディア『DiGiTAL CONVENTiON』を立ち上げ、編集長を務める（2024年よりアドバイザー）  [6]
- 2020年、アルファコンパスを設立し、 代表となり、企業のデジタル化やマーケティング、プロモーション支援などにも従事する
- 2020年、株式会社コアコンセプト・テクノロジー[10]　アドバイザー
- 2021年～2022年、ウイングアーク１ｓｔ株式会社[11]　アドバイザー
- 2021年、独立行政法人 情報処理推進機構（IPA)　製造分野向けDX推進検討WG　委員
- 2021年よりGLOBIS 知見録×学び放題に非定期で登壇[12]
- 2022年、独立行政法人 情報処理推進機構（IPA)　社会実装推進委員会　委員
- 2023年より株式会社コアコンセプト・テクノロジーのオウンドメディア Koto Online[13] の制作に関わり、多数登場
- 2023年、シェアエックス株式会社[14]　アドバイザー
- 2023年、ビジネス・ブレークスルーにて「製造業におけるDX～世界の最新事例から学ぶ～」を担当[15]
- 2024年、一般社団法人　AI・IoT普及推進協会[16]　フェロー
- 2024年、一般社団法人　ロボティックス・オートメーション普及推進協会[17]　フェロー
- 2024年、アルファコンパスを法人化、合同会社アルファコンパス[1]　代表CEO
- 2024年、NewsPicks プロピッカー[18]
- 2024年、NSW株式会社[19]　アドバイザー
- 2024年～2025年、経済産業省　令和6年度「データ利活用領域に関するWG」における専門委員
- 2025年、株式会社ジオニック[20]　取締役

## 著作・メディア連載
- 『製造業DX - EU/ドイツに学ぶ最新デジタル戦略 』（近代科学社Digital、2023年）[21]
- 『デジタルファースト・ソサエティ』（日刊工業新聞社、2019年) [22]
- 『デジタルプラットフォーム解体新書』（近代科学社、2019年）[23]
- 『製造業DX 調査レポート 2025-2035』（日経BP、2025年）[24]
- 『第4次産業革命のビジネス実務論』（ビジネス＋IT（SBクリエイティブ）、2018年～)[7]
- 『福本 勲の「プラットフォーム・エコシステム」見聞録』（PLAZMA by Treasure Data、2019年～2020年）[25]